# Adrián Ghio
Adrián Ghio (Buenos Aires, Argentina; 23 de marzo de 1946 - ibidem, 12 de junio de 1991) fue un actor argentino de teatro, cine y televisión.

## Carrera

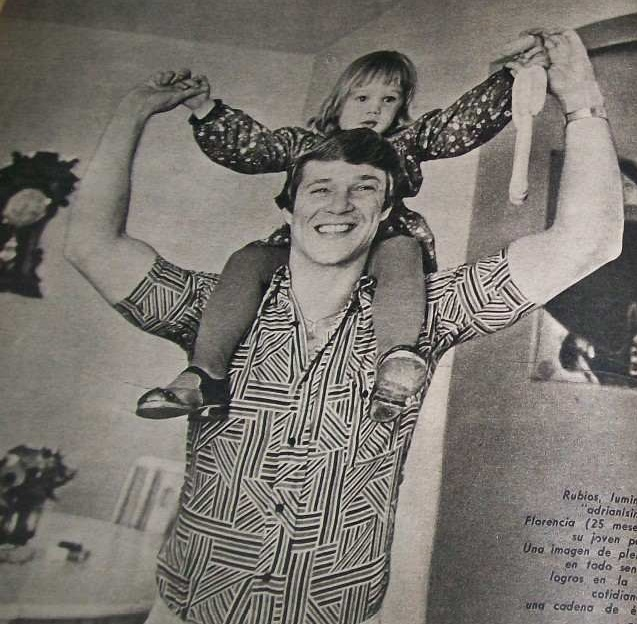
Fotografía de Adrián Ghio junto a su hija Florencia (25 meses) en 1975.

Hijo de los actores Lidia Rosen y Carlos Montalbán, Ghio trabajó como taxista, vendedor ambulante, y luego, estudió derecho antes de dedicarse exclusivamente a la actuación.
Uno de los actores más prometedores de la década de 1970, consolidó su profesión en teatro y cine así como en la televisión argentina.
Desde chico se ganaba la vida entre el teatro y como vendedor de artículos para bebés. A lo largo de su carrera trabajó en más de doce películas y decenas de obras teatrales.
Iniciado en 1968 en teatro para niños y referente del Teatro Independiente, se lo recuerda por su participación en ¿Quién le teme a Virginia Woolf? dirigido por David Stivel, Camino Negro de Oscar Viale con Betiana Blum y Doña Flor y sus dos maridos obra que en 1983 fue suspendida por las autoridades del gobierno de facto por considerar "obsceno" el espectáculo; a poco de asumir el presidente Raúl Ricardo Alfonsín, al enterarse de que subsistía aquella prohibición la dejó sin efecto y el espectáculo pudo reponerse con otro elenco. Fue revelación masculina en 1971 por su papel en la obra Madre Coraje. También incursionó en el café-concert con El párpado caído donde mostró su talento en el canto y el baile.
Famoso no solo por su telenovelas, también trabajó como actor de publicidades como la del famoso auto de aquel momento Renault 12.

## Vida privada
Conoció y se casó con Ana Ferrer con quien tuvo a sus dos hijas, Carolina y la periodista Florencia Ghio. Luego de divorciarse de ella tuvo un breve romance con la actriz y cantante Silvana Di Lorenzo.

## Fallecimiento
El 4 de mayo de 1991, terminaba de hacer una función de la obra Pareja abierta junto a Cecilia Rossetto, cuya idea original fue suya. Adrián le ofreció llevarla a Rossetto hasta su casa (como lo hacía habitualmente) pero la actriz ya había quedado en ir a cenar con unas amigas. Entonces, Ghio le dijo "no te acuestes tarde que mañana tenemos dos funciones y está todo vendido; yo me voy para casa". le dio un beso y se subió al auto.
En esa madrugada del viernes en la esquina de Honduras con Raúl Scalabrini Ortiz, un patrullero de la Policía Federal que trasladaba a una mujer trans rumbo a una pizzería asaltada a 85 kilómetros por hora y a contramano sin hacer sonar la sirena, lo chocó bruscamente. Por la violencia del impacto, su auto colisionó contra otro automóvil que estaba estacionado. A Ghio se le incrustó el volante en el tórax. Internado de emergencia en el Hospital Fernández, y tras operarlo varias veces, falleció el 12 de junio de 1991 después de permanecer 39 días en coma y bajo un severo cuadro infeccioso. Adrián Ghio tenía 45 años.
En el juicio, la Policía Federal fue condenada a pagarle a la viuda y a sus dos hijas, un monto de dos millones de indemnización, cifra que no fue aceptada por los denunciantes, exigiendo una cantidad oscilatoria a cinco millones de pesos. En el caso hubo varios desperfectos, ya que la jueza Aristarain, encargada del caso declaró que no había pruebas suficientes para condenar a los dos policías, y el chofer del patrullero fue condenado a dos años de prisión en suspenso. Disconforme por considerar injusto el fallo, su esposa llegó a escribirle al presidente la república de aquel momento, Carlos Menem, para exigir justicia.
En 2008 se le concedió el Premio Podestá a la trayectoria honorable post mortem.
En el año 2009 se emitió un documental sobre su vida –Un tiempo después– con Soledad Silveyra, su esposa (la actriz Ana Ferrer) e hijas y la actriz Cecilia Rosetto con quien coprotagonizaba la obra Pareja abierta y que se hallaba junto a él en el momento del accidente que le costó la vida.

## Filmografía
- El camino del sur (1988)
- Los taxistas del humor (1987)
- The Stranger (inédita - 1987)
- Sola (1976)
- Proceso a la infamia (1974)
- Los gauchos judíos (1974)
- Gente en Buenos Aires (1974)
- La Madre María (1974)
- La balada del regreso (1974)
- Los golpes bajos (1974)
- La malavida (1973)
- Yo gané el prode... y Ud.? (1973)
- La revolución (1973)
- El profesor tirabombas (1972)
- Heroína (1972)
- Violación (cortometraje - 1972)

## Televisión
- 1972: La historia de Celia Pirán
- 1972: La Novela Mensual
- 1973: El alma encantada
- 1973: Proceso de una mujer libre
- 1973: Miedo a quererte
- 1974: Alta comedia
- 1975: Teatro como en el teatro
- 1979: El calor de tu piel
- 1979/1980: Daniel y Cecilia
- 1980/1981: ¿Somos como somos o no somos?
- 1981: Comedias para vivir
- 1981: Los miserables
- 1982: Gracias Doctor
- 1982: La historieta
- 1983: Mamá por horas
- 1988: Su comedia favorita
- 1988: Stress como Nazareno.
- 1988/89: De Fulanas y Menganas- Episodio: "Niños Maltratados" como Padre de Daniel
- 1989: Doble vida
- 1989/1990: Hola Crisis

## Teatro
- 1991 Pareja abierta

- 1989 Taxi

- 1988 Made in Lanús

- 1987 Camino negro

- 1987 Lucifer, el último enemigo

- 1986 El invitado

- 1983 Arsénico y encaje antiguo

- 1983 Doña Flor y sus dos maridos

- 1982: Fedra

- 1982 Si tocan timbre, no abras

- 1981 Lo que mata es la humedad

- 1980 Helmer en la casa de muñecas

- 1980 El pibe de oro

- 1978/1979 El zoo de cristal

- 1976 Historia de un soldado

- 1976 Woyzeck

- 1974 Un tranvía llamado deseo

- 1974 ¿Quien le teme a Virginia Woolf?

- 1973 Equus

- 1972 ¿Qué clase de lucha es la lucha de clases?

- 1971 Yo encogí la libertad

- 1971 Rehenes

- 1971 Madre Coraje

- 1975 El inmortal

- 1968 Historias para ser contadas

- 1968 Los de la mesa diez